# Kjell Bäckman
Kjell Hilding Bäckman (Göteborg, 21 febbraio 1934 – Göteborg, 9 gennaio 2019) è stato un pattinatore di velocità su ghiaccio svedese.

## Palmarès

### Olimpiadi invernali
- Bronzo a Squaw Valley 1960 nei 10000 metri.